# روستوک
روستوک (به آلمانی: Rostock) یکی از شهرهای شمال شرقی آلمان است. این شهر بزرگ‌ترین شهر ایالت مکلنبورگ-فورپومرن است. این شهر یکی از دو ناحیه شهری این ایالت است.
روستوک در کرانهٔ رود وارنو واقع شده و در ۱۲ کیلومتری شمال مرکز شهر وارنموند و سواحل دریای بالتیک قرار گرفته است. روستوک با ۱۸۱٫۴۴ کیلومتر مربع مساحت، ۱۳ متر از سطح دریا ارتفاع دارد. دانشگاه روستوک یکی از قدیمی‌ترین دانشگاه‌های جهان در این شهر قرار دارد. جمعیت این شهر در دسامبر سال ۲۰۰۸ بالغ بر ۲۰۱٬۰۹۶ نفر بوده است.